# Bizet (métro de Bruxelles)
Pour les articles homonymes, voir Bizet (homonymie).
Bizet /bizɛ/ est une station de la ligne 5 du métro de Bruxelles située à Bruxelles, sur la commune d'Anderlecht.

## Situation
La station est située sous la place Bizet, du nom du compositeur français Georges Bizet.
Elle est située entre les stations La Roue et Veeweyde sur la ligne 5.

## Histoire
Mise en service le 10 janvier 1992.
La station fut l'ancien terminus de la ligne 1B, jusqu'en 2003, où le métro fut prolongé de quatre stations vers Erasme.

## Service aux voyageurs

### Accès
La station compte un unique accès équipé d'escalators et d'ascenseurs.

### Quais
La station est de conception classique, avec deux voies encadrées par deux quais latéraux.

### Intermodalité
La station est desservie par la ligne 75 des autobus de Bruxelles et par les lignes de bus R42, R70, R71 et 144 du réseau De Lijn.

## À proximité
- Place Bizet